# Baião (Portugalia)
Baião – miejscowość w Portugalii, leżąca w dystrykcie Porto, w regionie Północ w podregionie Tâmega. Miejscowość jest siedzibą gminy o tej samej nazwie.

## Demografia
| Liczba ludności gminy Baião (1801–2011) | Liczba ludności gminy Baião (1801–2011) | Liczba ludności gminy Baião (1801–2011) | Liczba ludności gminy Baião (1801–2011) | Liczba ludności gminy Baião (1801–2011) | Liczba ludności gminy Baião (1801–2011) | Liczba ludności gminy Baião (1801–2011) | Liczba ludności gminy Baião (1801–2011) | Liczba ludności gminy Baião (1801–2011) | Liczba ludności gminy Baião (1801–2011) |
| --------------------------------------- | --------------------------------------- | --------------------------------------- | --------------------------------------- | --------------------------------------- | --------------------------------------- | --------------------------------------- | --------------------------------------- | --------------------------------------- | --------------------------------------- |
| 1801                                    | 1849                                    | 1900                                    | 1930                                    | 1960                                    | 1981                                    | 1991                                    | 2001                                    | 2004                                    | 2011                                    |
| 9 939                                   | 17 944                                  | 23 139                                  | 26 886                                  | 28 864                                  | 24 438                                  | 22 456                                  | 22 355                                  | 21 564                                  | 20 522                                  |

## Sołectwa
Sołectwa gminy Baião (ludność wg stanu na 2011 r.)
- Ancede – 2527 osób
- Campelo – 3237 osób
- Frende – 656 osób
- Gestaçô – 1263 osoby
- Gove – 1992 osoby
- Grilo – 590 osób
- Loivos da Ribeira – 480 osób
- Loivos do Monte – 373 osoby
- Mesquinhata – 301 osób
- Ovil – 701 osób
- Ribadouro – 309 osób
- Santa Cruz do Douro – 1453 osoby
- Santa Leocádia – 554 osoby
- Santa Marinha do Zêzere – 2796 osób
- São Tomé de Covelas – 576 osób
- Teixeira – 595 osób
- Teixeiró – 351 osób
- Tresouras – 373 osoby
- Valadares – 875 osób
- Viariz – 520 osób